# Eremurus tadshikorum
Eremurus tadshikorum är en grästrädsväxtart som beskrevs av Aleksei Ivanovich Vvedensky. Eremurus tadshikorum ingår i släktet Eremurus och familjen grästrädsväxter. Inga underarter finns listade i Catalogue of Life.